# 바치 거리

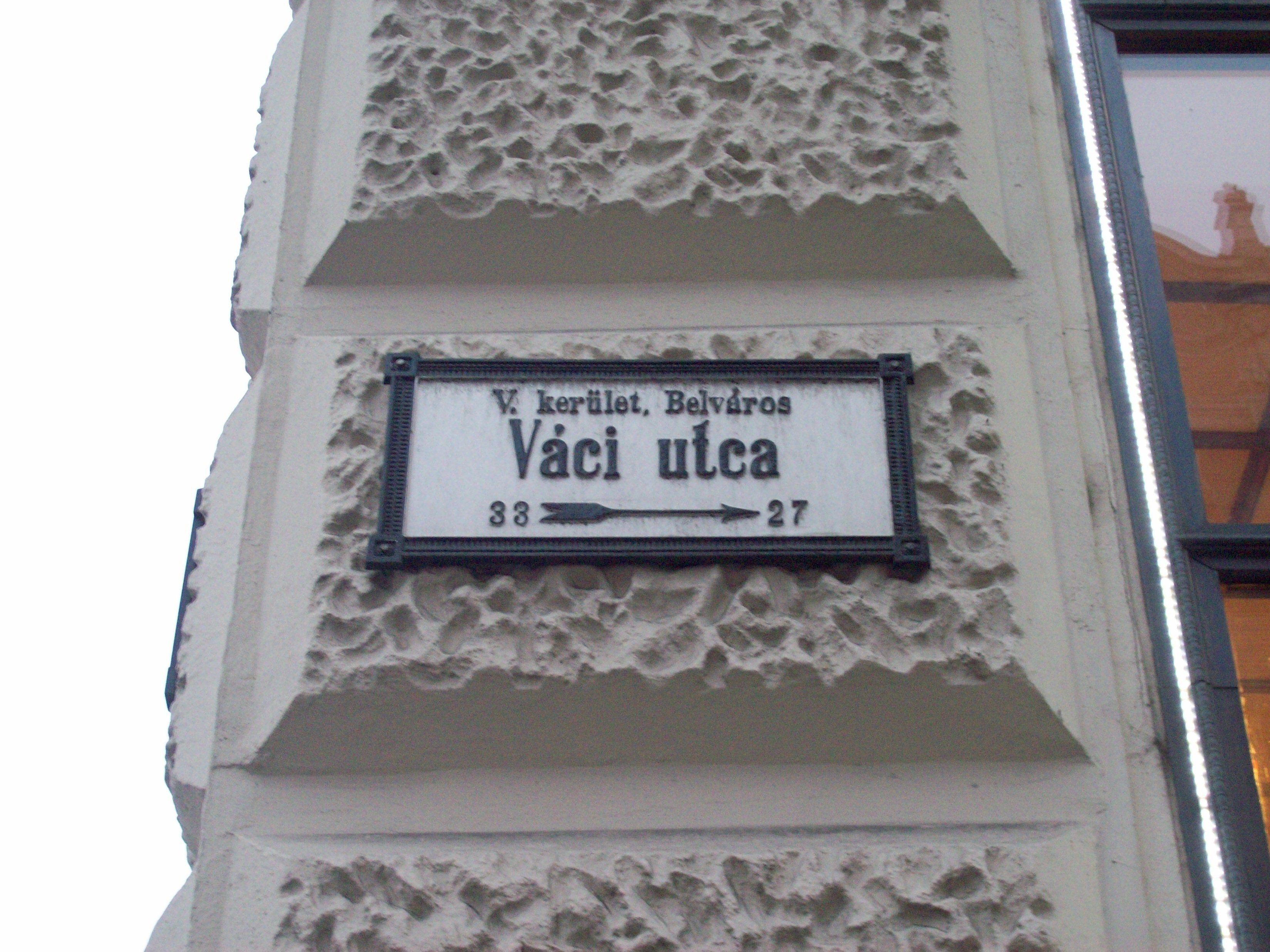
바치 거리 표지판

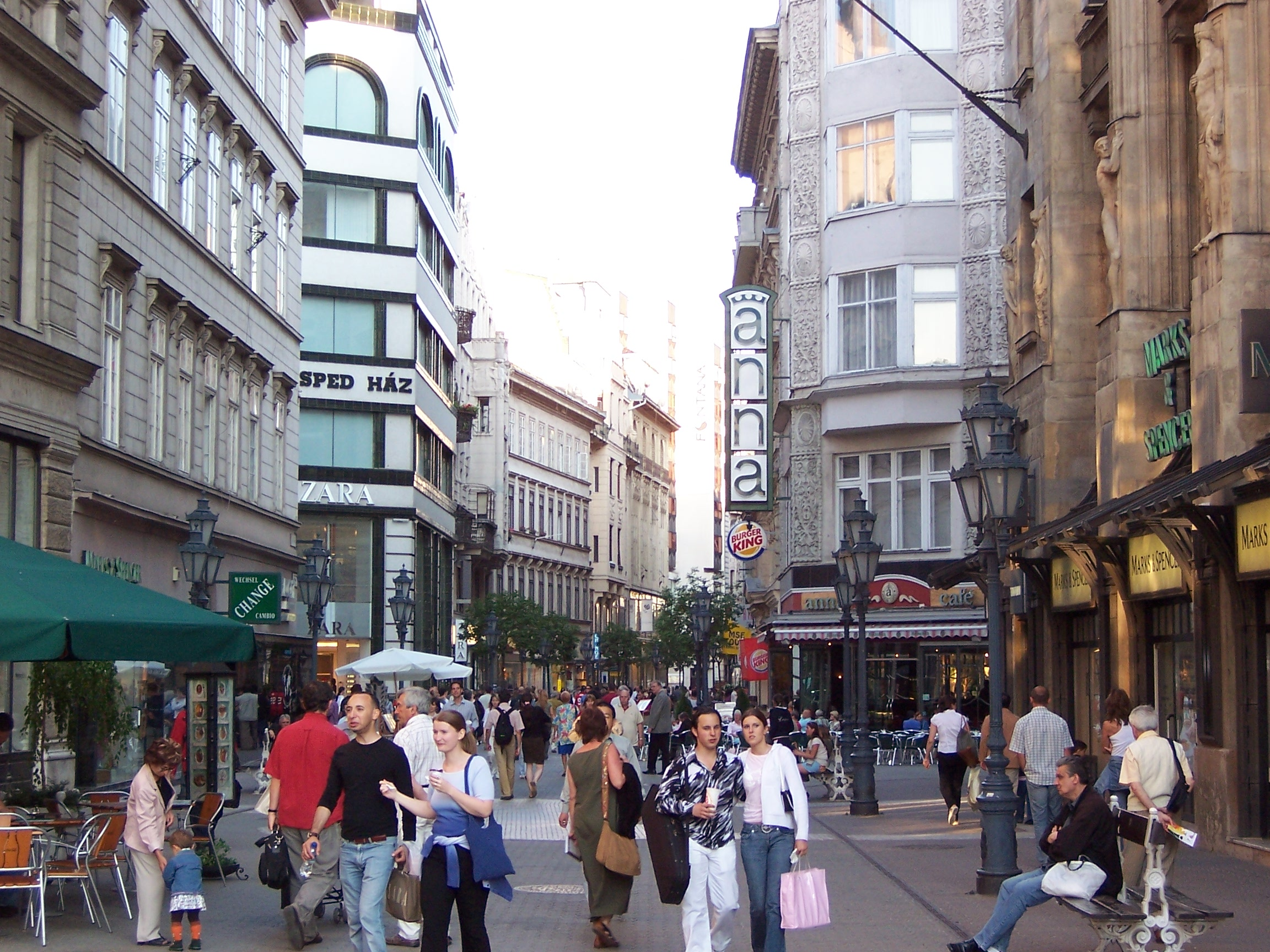
바치 거리의 모습

바치 거리(헝가리어: Váci utca)은 헝가리 부다페스트에 있는 거리다. 부다페스트의 주요 보행자 도로 중 하나이며 부다페스트 중심부에서 가장 유명한 거리 중 하나로 여겨진다. 이곳에는 주로 관광객을 대상으로 하는 많은 레스토랑과 상점이 있다. 론리 플래닛은 "관광객 중심이지만, 카페와 상점이 늘어선 거리는 적어도 한 번은 볼 만하다."라고 하였다. 뵈뢰슈머르치 광장으로 이어진다.